# Green Club
비프리와 스웨이디의 프로젝트성 그룹이다.